# Attilio Bastianini
Attilio Bastianini (Torino, 17 novembre 1942) è un politico italiano.